# Marcel von Allmen (Mordopfer)
Marcel von Allmen (* 1981; † 27. Januar 2001) war ein Schweizer aus Unterseen bei Interlaken im Kanton Bern. Er war Mitglied einer rechtsextremen Gruppe und wurde wegen angeblicher Verletzung des Gruppenkodex von Mitgliedern der Bande ermordet.
Marcel von Allmen lernte beim obligatorischen Unterricht im Schulhaus Steindler seine späteren Peiniger kennen. Er wurde zu einem der Mitläufer der rechtsextremen Gruppe «Orden der arischen Ritter» unter der Führung des Plattenlegers Marcel M. Dieser hatte den «Orden» auf dem Bödeli zwischen dem Thunersee und dem Brienzersee ins Leben gerufen, um sich gegen angeblich pöbelnde Ausländer zu schützen. Marcel von Allmen soll das Schweigegelübde wiederholt missachtet und Machenschaften seiner Kollegen preisgegeben haben. Marcel M. und drei Mittäter hielten über ihn Gericht und lockten ihn am 27. Januar 2001 zum Schulhaus Steindler. Von Allmen verliess deshalb die Geburtstagsparty seiner Freundin, mit der Begründung, etwas erledigen zu müssen. Seither galt er als vermisst. Mit einem Auto wurde er um 22.30 Uhr zur Ruine Weissenau chauffiert. 
Die Ermordung von Allmens hatten die vier Männer im Detail geplant. Sie bedrohten ihr Opfer mit einem Revolver und zwangen es so, an die Mauer der Ruine zu treten. Sie legten ihn in Handschellen, verklebten ihm den Mund und schlugen ihm mit einem Rohr aus Chromstahl gegen Gesicht und Brustkorb. Die Folge waren Knochenbrüche und eine innere Blutung. Von Allmen erstickte daraufhin am eigenen Blut. Anschliessend wurde die Leiche bei den Beatushöhlen im Thunersee versenkt.
Marcel von Allmens Leiche wurde am 22. Februar 2001 von Polizeitauchern gefunden. Am folgenden Tag wurde Marcel M. in einem Restaurant verhaftet.
Im März 2004 wurden die vier Täter vor Gericht gestellt. Marcel M. wurde vom Kreisgericht Interlaken-Oberhasli zu einer lebenslänglichen Zuchthausstrafe verurteilt.